# Euxoa nyctopis
Euxoa nyctopis là một loài bướm đêm thuộc họ Noctuidae. Nó được tìm thấy ở tây bắc Ấn Độ.